# Frederik Schram
Frederik August Albrecht Schram (Dragør, 1995. január 19. –) dán születésű izlandi válogatott labdarúgó, aki jelenleg a Roskilde játékosa.

## Pályafutása

### Klubcsapatban
Az Odense BK csapatának az akadémiáján nevelkedett. 2014 és 2015 között a Vestsjælland csapatának volt a játékosa, de tétmérkőzésen nem lépett pályára. 2016-tól a Roskilde játékosa lett.

### A válogatottban
Apja dán, anyja izlandi származású, ezért mindkét válogatottban jogosult volt szerepelni. 2015 novemberében a lengyelek és a szlovákok elleni felkészülési mérkőzésen a kispadon kapott szerepet a felnőtt válogatottban. 2017. február 8-án mutatkozott be Mexikó ellen, a mérkőzést végig játszotta. 2018. május 11-én bekerült Heimir Hallgrímsson szakvezető 23 fős végleges keretébe, amely a 2018-as labdarúgó-világbajnokságon vesz részt.